# Anhängersteckdosen in Australien

Übersicht australischer Anhängersteckdosen

In Australien gibt es eine Reihe von Standards für Anhängersteckdosen, welche die elektrischen Anschlüsse zwischen Fahrzeugen und den von ihnen gezogenen Anhängern definieren. Der australische Markt verwendet eine eigene Version insbesondere der europäischen Kontakte, aber auch vollständig eigene Kontakte.
Der einzige auf dem australischen Markt verwendete Stecker, der vollständig dem ISO-Standard entspricht, ist der 7-polige ABS / EBS-Stecker. Da Australien Fahrzeuge sowohl aus dem nordamerikanischen als auch aus dem europäischen Markt hat, gibt es eine Mischung aus 12 V und 24 V Bordspannungssystemen und unterschiedliche Bremssysteme.

## 7-poliger Anhängerstecker (AS 4735) für schwere Nutzfahrzeuge

7-poliger Anhängerstecker (AS 4735) für Schwerlastfahrzeuge (Abschleppfahrzeugseite)

Sein Anschluss basiert sowohl auf SAE J560 als auch auf ISO 1185 und liefert entweder 12 V, 7 × 40 A oder 24 V, 7 × 20 A. Die Spannung variiert von Fahrzeug zu Fahrzeug.
| # | DIN       | Signal                                               | Farbe   | Kabelquerschnitt | Kabelquerschnitt | Notes |
| # | DIN       | Signal                                               | Farbe   | mm²              | AWG              | Notes |
| - | --------- | ---------------------------------------------------- | ------- | ---------------- | ---------------- | ----- |
| 1 | 31        | Masse (-)                                            | weiß    | 10               | 8                |       |
| 2 | 58 or 58L | Licht, Markierungsleuchten, Nummernschildbeleuchtung | Schwarz | 4                | 12               |       |
| 3 | L         | Blinker links                                        | gelb    | 4                | 12               |       |
| 4 | 54        | Bremslichter                                         | rot     | 6                | 10               |       |
| 5 | R         | Blinker rechts                                       | grün    | 4                | 12               |       |
| 6 | 58 or 58R | Licht, Markierungsleuchten, Nummernschildbeleuchtung | braun   | 4                | 12               |       |
| 7 |           | Rückfahrscheinwerfer oder +12 V über Zündschloss     | blau    | 6                | 10               |       |

## Runde Anhängeranschlüsse des Typ 1

Runde Anhängeranschlüsse Typ1

Diese Steckverbinder basieren auf ISO 1724 in 5-poligen und 7-poligen Versionen, jedoch mit einigen Unterschieden in der Verkabelung.

### Runder 7-poliger Anhängerstecker Typ 1 (AS 2513)

Round 7-pin trailer connector Type 1, Australian Standard 2513

Sein Kontakt hat sich für die Verwendung eines der Anschlüsse der ISO 1724 entschieden, der für die Positionsbeleuchtung an elektrischen Bremsen (Pin 5, 58R) verwendet wird. Dies bedeutet, dass wenn man einen Anhänger mit elektrischen Bremsen an ein Zugfahrzeug anschließt, das gemäß ISO 1724 und ISO 1724 verdrahtet ist, man hiermit die Bremslichter des Anhängers einschaltet. Pin 2 (54G) ist im australischen Verkabelungsstandard das Rückfahrlicht.
| # | DIN | Signal                                                                 | Farbe   | Kabelquerschnitt | Kabelquerschnitt | Notes |
| # | DIN | Signal                                                                 | Farbe   | mm²              | AWG              | Notes |
| - | --- | ---------------------------------------------------------------------- | ------- | ---------------- | ---------------- | ----- |
| 1 | L   | Blinker links                                                          | gelb    | 1.5              | 15               |       |
| 2 |     | Reversing lamps, control current to block surge brakes when reversing. | schwarz | 1.5              | 15               |       |
| 3 | 31  | Chassis-Masse                                                          | weiß    | 2.5              | 13               |       |
| 4 | R   | Blinker rechts                                                         | grün    | 1.5              | 15               |       |
| 5 |     | Elektrische Bremse                                                     | blau    | 1.5              | 15               |       |
| 6 | 54  | Bremslichter                                                           | rot     | 1.5              | 15               |       |
| 7 | 58  | Licht, Markierungsleuchten, Nummernschildbeleuchtung                   | braun   | 1.5              | 15               |       |

### Runder 5-poliger Anhängerstecker Typ 1

Runder 5-poliger Anhängerstecker Typ 1

Dieser Stecker wird durch den 7-poligen (AS 2513) ersetzt, ist jedoch bei älteren Fahrzeugen zu finden. Die Stifte 1 und 4 fehlen. Die Pin-Platzierung ist identisch mit der 7-Pin-ISO 1724, da diese Pins fehlen. Dies bedeutet, dass man einen Anhänger mit einem 5-poligen Stecker an eine 7-polige Buchse anschließen kann oder umgekehrt. Da die Stifte jedoch anders verdrahtet sind, kann das Ergebnis nicht den Erwartungen entsprechen.
| # | DIN | Signal                                               | Farbe | Kabelquerschnitt | Kabelquerschnitt | Notes |
| # | DIN | Signal                                               | Farbe | mm²              | AWG              | Notes |
| - | --- | ---------------------------------------------------- | ----- | ---------------- | ---------------- | ----- |
| 2 | L   | Blinker links                                        | gelb  | 1.5              | 15               |       |
| 3 | 31  | Masse                                                | weiß  | 2.5              | 13               |       |
| 5 | R   | Blinker rechts                                       | grün  | 1.5              | 15               |       |
| 6 | 54  | Bremslichter                                         | rot   | 1.5              | 15               |       |
| 7 | 58  | Licht, Markierungsleuchten, Nummernschildbeleuchtung | braun | 1.5              | 15               |       |

## Runde Anhängersteckdose Typ 2

(AUS)tratlische Runde Anhängersteckdose2

### Runder 7-poliger Anhängerstecker Typ 2

Runder 7-poliger Anhängerstecker Typ 2

| # | DIN | Signal                                               | Farbe | Kabelquerschnitt | Kabelquerschnitt | Notes |
| # | DIN | Signal                                               | Farbe | mm²              | AWG              | Notes |
| - | --- | ---------------------------------------------------- | ----- | ---------------- | ---------------- | ----- |
| 1 | L   | Blinker links                                        | gelb  | 1.5              | 15               |       |
| 2 |     | Rückfahrscheinwerfer                                 | rosa  | 1.5              | 15               |       |
| 3 | 31  | Masse                                                | weiß  | 2.5              | 13               |       |
| 4 | R   | Blinker rechts                                       | grün  | 1.5              | 15               |       |
| 5 |     | Steuerung der elektrischen Bremse                    | blau  | 1.5              | 15               |       |
| 6 | 54  | Bremslichter                                         | rot   | 1.5              | 15               |       |
| 7 | 58  | Licht, Markierungsleuchten, Nummernschildbeleuchtung | braun | 1.5              | 15               |       |

### Runder 6-poliger Anhängerstecker Typ 2

Runder 6-poliger Anhängerstecker Typ 2

| # | DIN | Signal                                               | Farbe | Kabelquerschnitt | Kabelquerschnitt | Notes |
| # | DIN | Signal                                               | Farbe | mm²              | AWG              | Notes |
| - | --- | ---------------------------------------------------- | ----- | ---------------- | ---------------- | ----- |
| 1 | 58  | Licht, Markierungsleuchten, Nummernschildbeleuchtung | braun | 1.5              | 15               |       |
| 2 | L   | Blinker links                                        | gelb  | 1.5              | 15               |       |
| 3 | R   | Blinker rechts                                       | Green | 1.5              | 15               |       |
| 4 | 54  | Bremslichter                                         | rot   | 1.5              | 15               |       |
| 5 |     | Steuerung der elektrischen Bremse                    | blau  | 1.5              | 15               |       |
| 6 | 31  | Masse (-) für die Steckeranschlüsse 1 – 8            | weiß  | 2.5              | 13               |       |

## Rechteckige Anhängeranschlüsse Typ 3
| #  | DIN | Signal                                                      | Farbe   | Kabelquerschnitt | Kabelquerschnitt | Notes |
| #  | DIN | Signal                                                      | Farbe   | mm²              | AWG              | Notes |
| -- | --- | ----------------------------------------------------------- | ------- | ---------------- | ---------------- | ----- |
| 1  | L   | Blinker links                                               | gelb    | 1.5              | 15               |       |
| 2  |     | Rückfahrscheinwerfer und Deaktivierung elektrischer Bremsen | schwarz | 1.5              | 15               |       |
| 3  | 31  | Masse                                                       | weiß    | 2.5              | 13               |       |
| 4  | R   | Blinker rechts                                              | grün    | 1.5              | 15               |       |
| 5  |     | Steuerung der elektrischen Bremse                           | blau    | 1.5              | 15               |       |
| 6  | 54  | Bremslichter                                                | rot     | 1.5              | 15               |       |
| 7  | 58  | Licht, Markierungsleuchten, Nummernschildbeleuchtung        | braun   | 1.5              | 15               |       |
| 8  | 30  | +12 V permanent                                             | orange  | 2.5              | 13               |       |
| 9  | 15  | Über Zündung geschaltete +12 V                              | rosa    | 2.5              | 13               |       |
| 10 | 31  | Masse                                                       | weiß    | 2.5              | 13               |       |
| 11 |     | Nebelschlussleuchten                                        | grau    | 1.5              | 15               |       |
| 12 |     | unbelegt                                                    | lila    | 2.5              | 13               |       |

Rechteckige Anhängeranschlüsse Typ 3

Das Bild der 7- und 12-poligen Flachstecker stammt aus der Kabeleinführungsansicht (und möglicherweise auch aus den Bildern der runden Steckverbinder), siehe Referenz.